# یاروسلاف ساکالا
یاروسلاف ساکالا (چکی: Jaroslav Sakala؛ زادهٔ ۱۴ ژوئیهٔ ۱۹۶۹) اسکی‌باز پرش اهل جمهوری چک بود.